# Awka
Awka est la capitale de l'État d'Anambra au Nigeria.